# 桓仁林蛙
桓仁林蛙（Rana huanrensis）是蛙科蛙属的一种，分布于中国东北地区的辽宁省和吉林省东部以及朝鲜半岛。本种与黑龙江林蛙相似，后肢有黑色横纹；指间全蹼；咽、胸、腹部有灰黑色斑点。雄蛙体背面多为绿褐色或棕褐色，雌蛙为棕红色或棕褐色。该蛙主要生活在海拔500～961米的山区流速较缓的河流及其附近的杂木林、草丛地带。